# Petr Tenkrát
Petr Tenkrat, född 31 maj 1977 i Kladno i Tjeckien, är en tjeckisk ishockeyspelare.

## Karriär
Tenkrát vann silver i  FM-ligan 2003 och brons 2006 med Kärpät. Efter totalt tre säsonger i NHL flyttade han 2007 till svenska Elitserien för spel i Timrå IK.

## Karriärfakta
- 1994–1999 – Extraliga Tjeckien
- 1999–2000 – HPK (FM-ligan)
- 1999–2000 – Ilves (FM-ligan)
- 2000–2002 – Anaheim Mighty Ducks och Nashville Predators (NHL)
- 2002–2003 – Kärpät (FM-ligan)
- 2003–2004 – Chimik Moskva Oblast (RSL)
- 2003–2006 – Kärpät (FM-ligan)
- 2006–2007 – Boston Bruins (NHL)
- 2007– Timrå IK (SEL)
- 2007 – HC Kladno
- 2008–2009 Timrå IK
- 2009–2010 Skellefteå AIK
- 2010-2011 Kärpät
- 2011-2013 HC Sparta Praha
- 2013- HC Kladno